# Сардар Азмун
Сардар Азмун (перс. سردار آزمون‎‎, латинизовано: ; Гонбад е Кавус, 1. јануар 1995) професионални је ирански фудбалер који примарно игра на позицији нападача.

## Клупска каријера
Сардар Азмун је рођен 1995. године у градићу Гонбад е Кавус на североистоку Ирана, у породици Туркменског порекла. Његов отац Халил био је ирански репрезентативац у одбојци, а одбојку су играли и његова мајка и сестра. Чак је и Сардар одиграо неколико утакмица за одбојкашку репрезентацију Ирана до 15 година.
Фудбал је почео да тренира са девет година у локалном клубу, а свега две године касније по први пут је заиграо и за репрезентацију до 12 година. Још као дечак сматран је великим талентом те је са свега 15 година прешао у редове Сепахана из Исфахана. Током сезоне 2011/12. играо је на пријатељским припремним утакмицама за клуб, а иако се константно налазио у првом тиму није добијао шансу да заигра у националном првенству. Те сезоне екипа Сепахана је освојила титулу првака Ирана.
У јануару 2013. као слободан играч прешао је у редове руског Рубина из Казања, поставши тако тек други ирански играч у клубу поред голмана Алирезе Хагигија. Са свега 17 година колико је тада имао, Азмун је постао најмлађи играч у историји иранског фудбала који је заиграо у иностранству. Током пролећног дела те сезоне играо је за резервни састав, а први званични меч у дресу Рубина одиграо је 25. јула 2013. у квалификацијама за Лигу Европе 2013/14, против српске Јагодине. Први погодак за клуб постигао је на истом такмичењу, на утакмици против норвешког Молдеа у коју је ушао као замена у 64. минуту сусрета. Први меч у Премијер лиги одиграо је 6. октобра против Анжија, а на утакмици коју је његов тим добио са убедљивих 5:1 Азмун је постигао један гол. Током прве професионалне сезоне у каријери одиграо је укупно 17 утакмица и постигао 5 погодака.
Потом у фебруару 2015. одлази на полугодишњу позајмицу у екипу Ростова, а потом је уговор о позајмици продужен на још једну сезону. Како је екипа Ростова сезону 2015/16. окончала на другом месту на табели Премијер лиге, и тако обезбедила учешће у Лиги шампиона наредне сезоне, Азмун је у лето 2016. једнострано раскинуо уговор са екипом Рубина одлучивши да остане у Ростову. Потом је дошло до спора између два клуба који је на крају окончан на Међународном суду за арбитражу у спорту у Лозани. До званичне одлуке Суда Азмун је имао право наступа за екипу Рубина.
Азмун је дебитовао у Лиги шампиона у утакмици трећег кола квалификација против Андерлехта играној 26. јула 2016, а на узвратној утакмици истих ривала постигао је и свој први погодак у том такмичењу. Поготке је постигао и на наредним утакмицама, против Ајакса, Атлетико Мадрида и Бајерн Минхена.
У јулу 2017. као слободан играч прешао је у редове Рубина.

## Репрезентативна каријера
Азмун је играо за све млађе репрезентативне селекције Ирана где је био један од најбољих стрелаца.
За сениорску репрезентацију Ирана дебитовао је 26. маја 2014. у пријатељској утакмици са селекцијом Црне Горе, у утакмици у коју је ушао као замена за Резу Гучанеџада у 60. минути. Пар месеци касније постигао је и свој први погодак за национални тим, у пријатељском сусрету са Јужном Корејом.
Прво велико такмичење на ком је заиграо у репрезентативном дресу било је Азијско првенство 2015. у Аустралији, где је одиграо све четири утакмице и постигао два гола (против Катара у групној фази и Ирака у четврфиналу).
У пријатељској утакмици против Македоније играној 2. јуна 2016. на стадиону Филип II арена у Скопљу постигао је свој први „хет-трик” у каријери.
Селектор Карлос Кејроз уврстио га је на списак играча за Светско првенство 2018. у Русији, где је одиграо све три утакмице у групи Б. Репрезентација Ирана је на том првенству, упркос добрим партијама испала у групној фази такмичења, а због негативних коментара навијача на рачун Азмунових партија на првенству, млади играч је после првенства објавио да завршава своју репрезентативну каријеру.
За репрезентацију је током свега 4 године одиграо 36 утакмица и постигао 23 гола, по чему је пети најбољи стрелац у историји иранског репрезентативног фудбала.

### Голови за репрезентацију
| №   | Датум              | Место     | Ривал        | Гол. | Рез.           | Такмичење                 |
| --- | ------------------ | --------- | ------------ | ---- | -------------- | ------------------------- |
| 1.  | 18. новембар 2014. | Техеран   | Јужна Кореја | 1:0  | 1:0            | Пријатељска утакмица      |
| 2.  | 4. јануар 2015     | Вулонгонг | Ирак         | 1:0  | 1:0            | Пријатељска утакмица      |
| 3.  | 15. јануар 2015.   | Сиднеј    | Катар        | 1:0  | 1:0            | АФК азијски куп 2015.     |
| 4.  | 23. јануар 2015.   | Канбера   | Ирак         | 1:0  | 3:3 (пен. 6:7) | АФК азијски куп 2015.     |
| 5.  | 16. јун 2015.      | Дашогуз   | Туркменистан | 1:0  | 1:1            | Квалификације за СП 2018. |
| 6.  | 3. септембар 2015. | Техеран   | Гвам         | 3:0  | 6:0            | Квалификације за СП 2018. |
| 7.  | 3. септембар 2015. | Техеран   | Гвам         | 4:0  | 6:0            | Квалификације за СП 2018. |
| 8.  | 8. септембар 2015. | Бангалоре | Индија       | 1:0  | 3:0            | Квалификације за СП 2018. |
| 9.  | 24. март 2016.     | Техеран   | Индија       | 2:0  | 4:0            | Квалификације за СП 2018. |
| 10. | 29. март 2016.     | Техеран   | Оман         | 1:0  | 2:0            | Квалификације за СП 2018. |
| 11. | 29. март 2016.     | Техеран   | Оман         | 2:0  | 2:0            | Квалификације за СП 2018. |
| 12. | 2. јун 2016.       | Скопље    | Македонија   | 1:0  | 3:1            | Пријатељска утакмица      |
| 13. | 2. јун 2016.       | Скопље    | Македонија   | 2:1  | 3:1            | Пријатељска утакмица      |
| 14. | 2. јун 2016.       | Скопље    | Македонија   | 3:1  | 3:1            | Пријатељска утакмица      |
| 15. | 7. јун 2016.       | Техеран   | Киргистан    | 5:0  | 6:0            | Пријатељска утакмица      |
| 16. | 11. октобар 2016.  | Техеран   | Јужна Кореја | 1:0  | 1:0            | Квалификације за СП 2018. |
| 17. | 4. јун 2017.       | Подгорица | Црна Гора    | 1:0  | 2:1            | Пријатељска утакмица      |
| 18. | 4. јун 2017.       | Подгорица | Црна Гора    | 2:1  | 2:1            | Пријатељска утакмица      |
| 19. | 12. јун 2017.      | Техеран   | Узбекистан   | 1:0  | 2:0            | Квалификације за СП 2018. |
| 20. | 5. септембар 2017  | Техеран   | Сирија       | 1:1  | 2:2            | Квалификације за СП 2018. |
| 21. | 5. септембар 2017  | Техеран   | Сирија       | 2:1  | 2:2            | Квалификације за СП 2018. |
| 22. | 10. октобар 2017.  | Казањ     | Русија       | 1:0  | 1:1            | Пријатељска утакмица      |
| 23. | 27. март 2018.     | Грац      | Алжир        | 1:0  | 2:1            | Пријатељска утакмица      |

## Успеси и признања
Сепахан
- Про лига Персијског залива (1) : 2011/12.

Зенит Санкт Петербург
- Првенство Русије (3) : 2018/19, 2019/20, 2020/21.
- Куп Русије (1) : 2019/20.
- Суперкуп Русије (1) : 2020.

Индивидуална признања
- Најбољи играч Ростова у сезони 2015/16.
- Идеални тим Руске премијер лиге у сезонама 2014/15. и 2015/16.